# Яранский районный архив
Яранский районный архив (МБУ Яранский районный архив Кировской области) — муниципальное бюджетное учреждение, главный архив Яранского района. Один из старейших в Кировской области.

## История
23 апреля 1923 года было принято решение о концентрации архивных документов в Яранском уезде. На 1 октября 1924 года Яранское уездное архивохранилище объединяло 22 фонда. Объём имевшихся в них бумажных документов составлял 10.400 единиц хранения. В 1925 году число фондов увеличилось до 29, а единиц хранения свыше 15 тыс. Первоначально архив находился в здании Яранского уездного музея, швейной фабрики, а в 1961 году ему было предоставлено здание бывшего товарного склада купца Горева. Здание архива является памятником градостроительства и архитектуры регионального значения.

## Директора
- Козьминых, Павел Алексеевич
- Бахтина, Евдокия Павловна (1963—1991)
- Карачева, Светлана Матвеевна (1991—2011)
- Севрюгина, Галина Александровна